# تپه چشمه بید۱
تپه چشمه بید۱ مربوط به عصر مفرغ است و در شهرستان ایلام، بخش مرکزی، دهستان میش خاص، روستای چشمه کبود واقع شده و این اثر در تاریخ ۱۸ اسفند ۱۳۸۷ با شمارهٔ ثبت ۲۵۳۸۸ به‌عنوان یکی از آثار ملی ایران به ثبت رسیده است.